# Сюйчжоу (Ибинь)
Сюйчжо́у (кит. упр. 叙州, пиньинь Xùzhōu) — район городского подчинения городского округа Ибинь провинции Сычуань (КНР).

## История
Ещё при империи Хань в этих местах был образован уезд Бодао (僰道县). При империи Северная Сун в 1114 году он был переименован в Ибинь (宜宾县).
В ноябре 1950 года был образован Специальный район Ибинь (宜宾区专), и уезд вошёл в его состав. В 1951 году урбанизированная часть уезда Ибинь была выделена в отдельный город Ибинь. В 1970 году Специальный район Ибинь был переименован в Округ Ибинь (宜宾地区). Постановлением Госсовета КНР от 1 июля 1974 года территория площадью 87 км² была передана из уезда Ибинь провинции Сычуань в состав уезда Суйцзян провинции Юньнань для строительства на ней газохимического завода.
В 1996 году постановлением Госсовета КНР округ Ибинь был расформирован, и территория бывшего округа Ибинь стала Городским округом Ибинь.
В июле 2018 года постановлением Госсовета КНР был расформирован уезд Ибинь, а из его территории и части территории района Цуйпин образован район городского подчинения Сюйчжоу.

## Административное деление
Район Сюйчжоу делится на 23 посёлка и 3 волости.

## Транспорт
В районе через реку Янцзы переброшен железнодорожный и автомобильный мост длиной 1,74 км и шириной 64 метра. По мосту проходят высокоскоростная железная дорога Ибинь — Линьган и шестиполосное шоссе с двусторонним движением.